# Bunker Hill Village, Texas
Bunker Hill Village là một thành phố thuộc quận Harris, tiểu bang Texas, Hoa Kỳ. Năm 2010, dân số của xã này là 3633 người.

## Dân số
- Dân số năm 2000: 3654 người.
- Dân số năm 2010: 3633 người.